# Handball-Regionalliga Süd 1994/95
Die Saison 1994/95 der Handball-Regionalliga  Süd war die fünfundzwanzigste Spielzeit, welche der Süddeutschen Handballverband (SHV) organisierte und als dritthöchste Spielklasse im deutschen Ligensystem geführt wurde.

## Saisonverlauf
Süddeutscher Meister sowie Aufsteiger in die 2. Bundesliga wurde der TSV Baden Östringen und Vizemeister ohne Aufstiegsrecht der HSC Bad Neustadt.

### Modus
Vierzehn Mannschaften spielten in zwei Gruppen eine Hin- und Rückrunde um die süddeutsche Meisterschaft und den Aufstieg
 in die 2. Bundesliga. Die Plätze zwölf und vierzehn, bzw. dreizehn und vierzehn waren die Absteiger in die Oberligen.

### Teilnehmer und Abschlussplatzierungen
Nicht mehr dabei waren Aufsteiger TSV Friedberg und die Absteiger TSV 1860 Ansbach, TSV 1846 Nürnberg aus der Vorsaison. Neu dabei waren fünf
 Aufsteiger (N) aus den Oberligen Südbaden, Baden, Württemberg, Sachsen und der Bayernliga.

### Männer
| Gruppe Nord/Ost  1. HSC Bad Neustadt - 2. HG Erlangen - 3. TuS Fürstenfeldbruck - 4. TSV Friedberg - 5. Zwickauer HC Grubenlampe - 6. BSV 1898 Bayreuth - 7. TSV Bad Saulgau - 8. TSV Trudering (N) - 9. HSV Dresden - 10 HSG Freiberg - 11 SC Vöhringen  12 TSV Milbertshofen (R) - 13 TV 1877 Lauf  14 OSC Löbau (N) | Gruppe Süd/West  1. TSV Baden Östringen - 2. TV 08 Willstätt (N) - 3. TV Weilstetten - 4. SG Köndringen/Teningen - 5. TSV 1895 Oftersheim - 6. TSV Birkenau - 7. TSB Horkheim (A) - 8. TV Oppenweiler - 9. Grün-Weiß Hofweier - 10 HSG Singen/Gottmadingen - 11 TV Kornwestheim (N) - 12 TuS Durmersheim  13 SG Leutershausen II (N)  14 TSG Kronau 1904 |

(N) = neu in der Liga (R) = Rückzug

Landkarte Regionalligen: Die blauen Felder umfassten den Bereich der Regionalliga Süd (SHV)

  Staffelsieger und Endspielteilnehmer
- Für die Regionalliga Süd 1995/96 qualifiziert

  Absteiger in die Bayernliga 1995/96

### Süddeutsche Meisterschaft
HSC Bad Neustadt: TSV Baden Östringen 22:22, 23:30

### Frauen
- Der TV Echterdingen wurde Süddeutscher Meister und hat sich für die 2. Bundesliga 1995/96 der Frauen qualifiziert.